# San Quintin (Pangasinan)
San Quintin è una municipalità di quarta classe delle Filippine, situata nella Provincia di Pangasinan, nella regione di Ilocos.
San Quintin è formata da 21 baranggay:
- Alac
- Baligayan
- Bantog
- Bolintaguen
- Cabangaran
- Cabalaoangan
- Calomboyan
- Carayacan
- Casantamarian
- Gonzalo
- Labuan
- Lagasit
- Lumayao
- Mabini
- Mantacdang
- Nangapugan
- Poblacion Zone I
- Poblacion Zone II
- Poblacion Zone III
- San Pedro
- Ungib